# Velîkîi Hodak, Verhovîna
Velîkîi Hodak (în ucraineană Великий Ходак) este un sat în comuna Ilți din raionul Verhovîna, regiunea Ivano-Frankivsk, Ucraina.

## Demografie
Componența lingvistică a localității Velîkîi Hodak
     Ucraineană (100%)
Conform recensământului din 2001, toată populația localității Velîkîi Hodak era vorbitoare de ucraineană (100%).